# Stephen Mangan

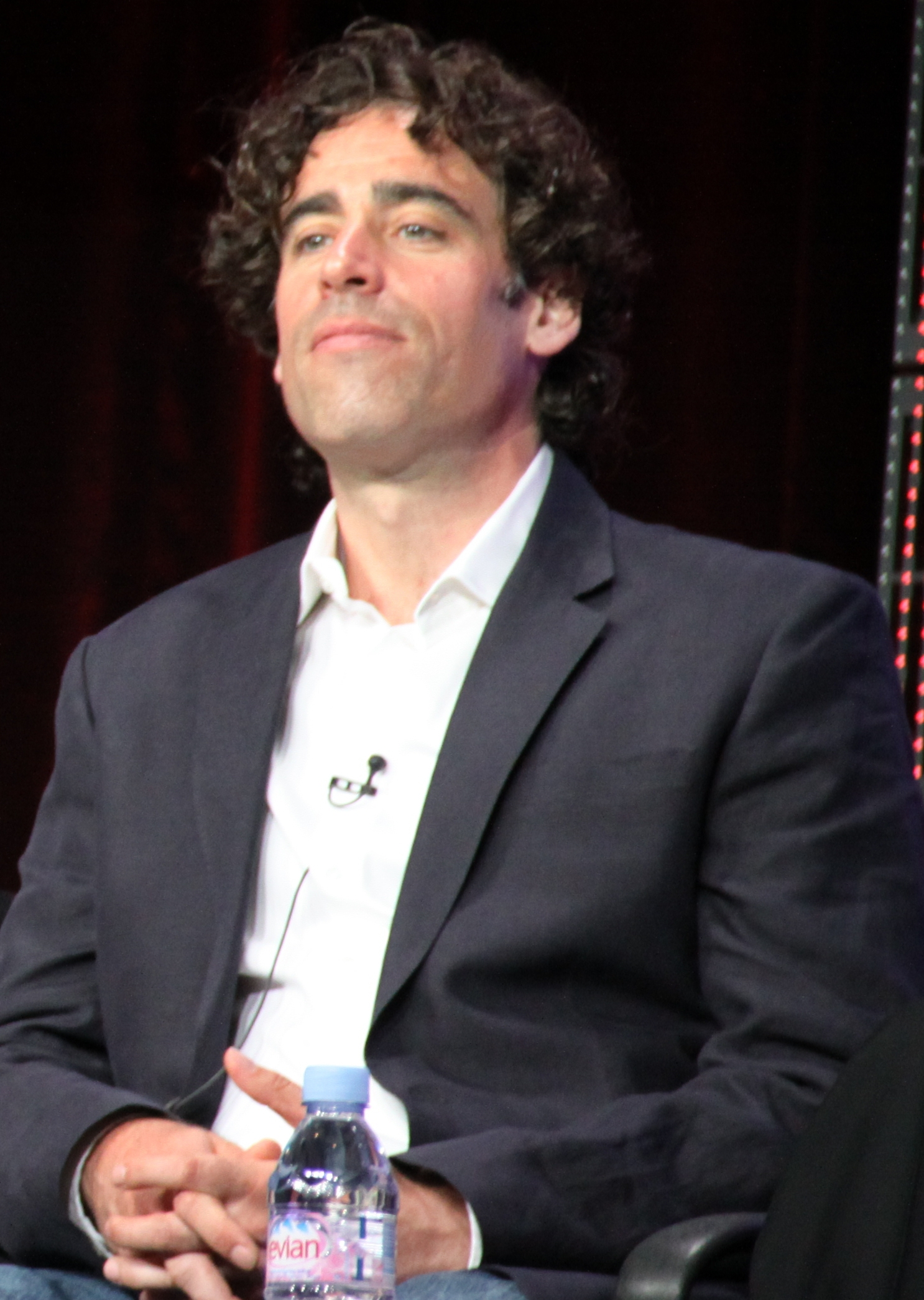
Stephen Mangan (2011)

Stephen Mangan (* 16. Mai 1968 in London) ist ein britischer Schauspieler.

## Leben und Karriere
Stephen Mangan wurde als Sohn irischer Eltern in Winchmore Hill (Bezirk Enfield) im Norden Londons geboren. Er hat zwei Schwestern. Mangan besitzt einen Bachelor of Arts in Jura des Gonville and Caius College der University of Cambridge. Des Weiteren besuchte er die Royal Academy of Dramatic Art (RADA).
Nach seinem Abschluss an der RADA arbeitete Mangan an Theatern. Außerdem war er in einigen Werbespots zu sehen. Seine Schauspielkarriere begann Mangan in der dritten Staffel von Unten am Fluss. Seinen Durchbruch allerdings hatte er 2000 als Dr. Crane in Billy Elliot – I Will Dance sowie 2001 in Adrian Mole: The Cappuccino Years. Zwischen 2004 und 2006 wirkte er auch bei der Fernsehserie Green Wing mit. Im Jahr 2005 war er in Bromwell High mit von der Partie. Außerdem folgten Werbespots für Nescafé. 2008 spielte er in der Miniserie Never Better sowie 2009 in Free Agents - Zweisam einsam mit. Seit 2011 ist er in der für den US-amerikanischen Sender Showtime und den britischen Sender BBC Two produzierten Serie Episodes neben Matt LeBlanc und Tamsin Greig, die auch schon bei Green Wing mitgewirkt hat, zu sehen.
Stephen Mangan ist mit Louise Delamere verheiratet und hat mit ihr zwei Söhne.

## Filmografie (Auswahl)
- 1998: Martha trifft Frank, Daniel & Laurence (Martha – Meet Frank, Daniel and Laurence)
- 1999: Unten am Fluss (Watership Down, Fernsehserie, 39 Folgen, Stimme)
- 2000: Billy Elliot – I Will Dance (Billy Elliott)
- 2001: Adrian Mole: The Cappuccino Years (Fernsehserie, 6 Folgen)
- 2001: Birthday Girl
- 2003: Frankenstein: Birth of a Monster
- 2004–2006: Green Wing (Fernsehserie, 18 Folgen)
- 2005: Bromwell High (Fernsehserie, 13 Folgen)
- 2006: Jane Hall (Fernsehserie, 6 Folgen)
- 2006: The Secret Policeman’s Ball
- 2007: Agatha Christie’s Marple (Fernsehserie, 1 Folge)
- 2008: Never Better (Fernsehserie, 6 Folgen)
- 2009: Free Agents
- 2009: Free Agents – Zweisam einsam (Free Agents, Fernsehserie, 6 Folgen)
- 2010–2012: Dirk Gently (Fernsehserie, 4 Folgen)
- 2011–2017: Episodes (Fernsehserie, 41 Folgen)
- 2013: Rush – Alles für den Sieg (Rush)
- 2018–2020: The Split – Beziehungsstatus ungeklärt (The Split, Fernsehserie, 12 Folgen)